# Place des Tapis
Pour les articles homonymes, voir Tapis.
La place des Tapis est une place du 4e arrondissement de Lyon reliant le Boulevard de la Croix-Rousse, au Boulevard des Canuts.
Plus qu'une place, sa forme est plutôt celle d'une avenue de largeur variable.
Elle doit son nom aux « tapis » de gazon existant alors aux pieds des anciens remparts.
Un parking occupait une partie de cette place. En 2013 d'importants travaux de restructuration ont eu pour but de recréer un espace à l’ambiance apaisée, agréable et confortable, et d'en refaire un lieu d'échange prenant en compte la circulation des piétons et l'accès aux commerces.

## Histoire
Entre 1863 et 1905, la place accueille la gare aux marchandises de la gare de Lyon-Croix-Rousse, terminus de la Ligne de Lyon-Croix-Rousse à Trévoux. La gare voyageurs y est déplacée en 1914. Le trafic voyageurs cesse sur la ligne en 1953 (une partie de la ligne sera réutilisée pour la ligne C du métro).

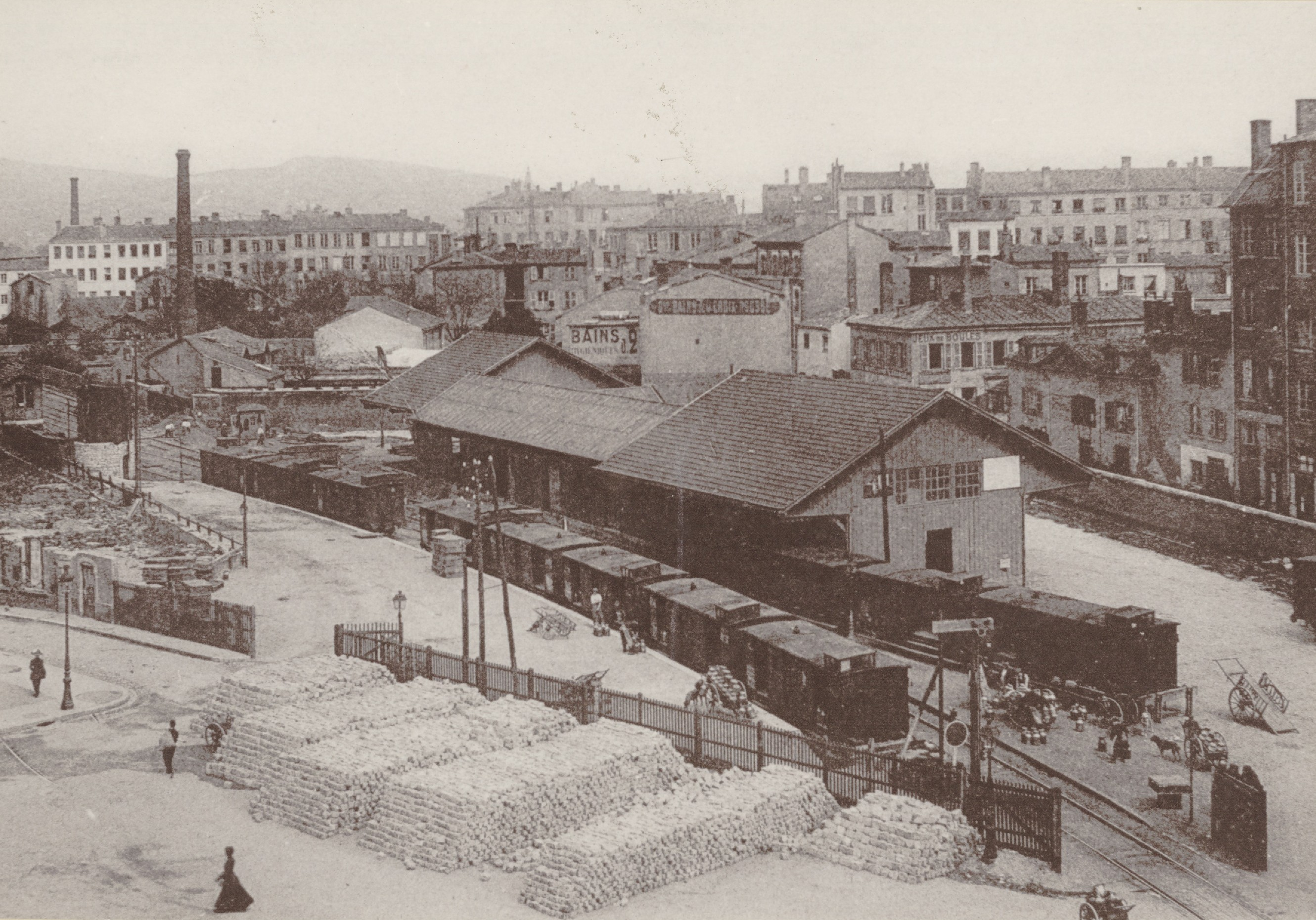
L'ancienne gare des marchandises, place des tapis.
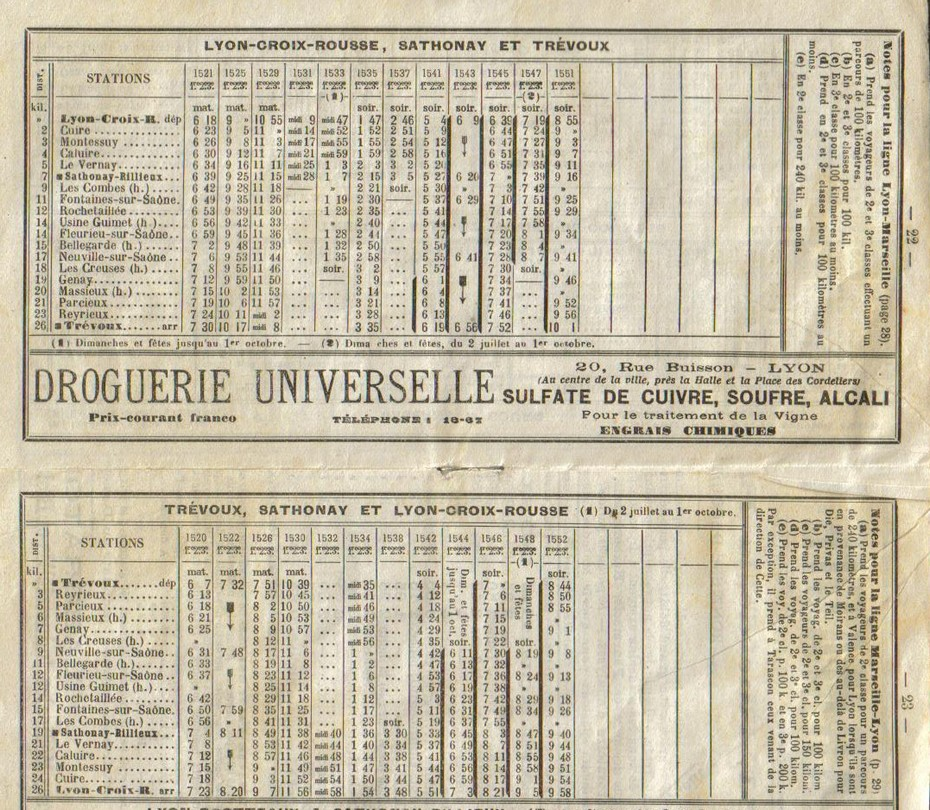
Les horaires de la ligne Lyon Trévoux en 1905

## Accès
- Métro ligne C:Ce site est desservi par la station de métro Croix-Rousse.
- Bus :
  -   : direction Croix-Rousse ou Plateaux de St-Rambert (9e arr.).
  -   : direction Croix-Rousse ou Rillieux les Alagniers
- Vélo'v, deux stations, desservent cette place : Boulevard des canuts et boulevard de la Croix-Rousse.